# Tomasz Antoni Żak
Tomasz Antoni Żak (ur. 1955) – reżyser, scenarzysta, aktor, poeta i publicysta, dziennikarz, społecznik oraz twórca „Teatru Nie Teraz”.

## Życiorys
Urodzony w rodzinie przesiedleńców z Wołynia. W 1980 zakłada w Tarnowie grupę teatralną „Teatr Nie Teraz” która w następnym roku przekształca się w regularny teatr.
W stanie wojennym działalność TNT oraz sam T. Żak byli szykanowani i nie mieli możliwości działania artystycznego. Podejmuje współpracę i wystawia spektakle w Oratorium OO. Filipinów w Tarnowie. Działalność plenerowa była jedynym możliwym miejscem aktywności.
Teatr Nie Teraz współpracował z Instytutem Grotowskiego we Wrocławiu, Ośrodkiem Praktyk Teatralnych Gardzienice, Workcenter of Jerzy Grotowski and Thomas Richards we Włoszech, Teatrem 8 Dnia z Poznania, Teatrem 77 z Łodzi. Członkowie TNT brali udział w sesji The International School of Teatre Anthropology (Krzyżowa i Wrocław) pod przewodnictwem Eugenio Barby i zespołu Odin Teater.
Jest twórcą autorskich warsztatów teatralnych „Teatr dla Tradycji”. Autor i organizator projektów artystycznych, krajowych i międzynarodowych, takich jak: Spotkania Teatrów Innych (1990, 1991), interdyscyplinarny festiwal artystyczny w Tarnowie z udziałem artystów z Polski, „Tichsze” (1992) i „Ikonostas” (1993) – międzynarodowe wydarzenia artystyczne (we współpracy z artystami z Ukrainy) zrealizowane w Polsce i na Ukrainie. W latach 1991–1997 uczestnictwo w ogólnopolskim festiwalu „Teatralne Spotkania Obrzeży” w Galerii Władysława Hasiora w Zakopanem we współpracy z Fundacją Wsi Polskiej i Muzeum Tatrzańskim. „Kwiaty” (1997) realizowane wraz z Theatre OX z Singapuru. „Czym wypełnić puste ramy” w latach 2002–2003 – zrealizowane we współpracy z Wydziałem Duszpasterstwa Młodzieży Kurii Diecezjalnej w Tarnowie. „Butoh” (2008), wydarzenie zrealizowane we współpracy z japońskim mistrzem teatru butoh, Daisuke Yoshimoto w Centrum Paderewskiego w Kąśnej Dolnej. „Wiatr Wolności” (2014), wydarzenie upamiętniające 100 rocznicę odzyskania przez Polskę Niepodległości w 1918.
Współpracuje z dwumiesięcznikiem „Polonia Christiana” oraz publikuje na portalu internetowym PCH24. W roku 2014 otrzymał wyróżnienie Nagrody Literackiej im. Józefa Mackiewicza za książkę „Dom za żelazną kurtyną. Listy do Pani S.”.
Jest redaktorem naczelnym redagowanego w Tarnowie pisma „Intuicje Przydrożne; Wiara-Sztuka-Polska” (ISSN 1643-2606), którego wydawcą jest Stowarzyszenie Teatr Nie Teraz – od 2001 wydanych zostało 16 numerów.
Tomasz Żak należy do Związku Artystów Scen Polskich oraz do Klubu Wysokogórskiego Warszawa.
Ojciec Agaty i Aleksandry, mąż Alicji, syn Marii z Górskich i Bogdana – potomek rodziny wołyńskiej, Polak.
W marcu 2019 odznaczony srebrnym Krzyżem Zasługi.
23 października 2019 otrzymał Medal Stulecia Odzyskanej Niepodległości.
24 października 2019 został otwarty w Maszkienicach Ośrodek Praktyk Artystycznych – Dom Ludowy. Przedsięwzięcie długo planowane i ostatecznie uruchomione w małopolskiej wsi. Założeniem projektu OPA DL jest oparcie się o tradycję domów ludowych, ludowy ruch artystyczny i teatralny. Na otwarcie ośrodka zaprezentowano sztukę Tomasza Żaka i Kazimierza Brauna „Powrót Norwida”.

## Przedstawienia
- 1981 – „Pasja według św. Jana”; wg Jana Lechonia, scenariusz i scenografia Tomasz A. Żak
- 1983 – „Między wierszami wierszy”, wg poezji Leszka Szarugi, scenariusz Tomasz A. Żak
- 1986 – „Ballady i songi”; spektakl muzyczny, muzyka T. Lewandowski, teksty Tomasz A. Żak
- 1986 – „Próba wyobraźni”; scenariusz Tomasz A. Żak
- 1989 – „Europa po deszczu”; scenariusz Tomasz A. Żak
- 1997 – „Piano”; scenariusz Tomasz A. Żak
- listopad 2000 – „Na etapie”; reżyseria, scenariusz: Tomasz A. Żak
- marzec 2002 „Europolis”; reżyseria, scenariusz: Tomasz A. Żak
- wrzesień 2004 – „Liczba Aniołów”; reżyseria, scenariusz: Tomasz A. Żak
- grudzień 2010 – „Intensywność szkła poza percepcją”; reżyseria, scenariusz: Tomasz A. Żak
- maj 2011 – „Ballada o Wołyniu”; reżyseria, scenariusz: Tomasz A. Żak
- kwiecień 2012 – „Wyklęci”; reżyseria, scenariusz: Tomasz A. Żak
- czerwiec 2013 – „Dzień gniewu” Roman Brandstaetter; reżyseria, scenariusz: Tomasz A. Żak
- październik 2014 – „Kreon 2010” Sofokles; reżyseria, scenariusz: Tomasz A. Żak
- wrzesień 2015 – „Wyżej niż połonina”. Saga w VI aktach; reżyseria: Tomasz A. Żak
- luty 2016 – „Lekcja” E.Ionesco; reżyseria, scenariusz: Tomasz A. Żak[13]
- październik 2016 – „Powrót Norwida” Kazimierz Braun; adaptacja, reżyseria: Kazimierz Braun, Tomasz A. Żak
- Październik 2017 – „KONIEC ŚWIATA. Dramat który nie ma końca”; scenariusz i reżyseria: Tomasz A. Żak[14]

## Publikacje
- Dom za żelazną kurtyną. Listy do Pani S.; Agencja Fotograficzno-Wydawnicza Olszewski Tarnów 2013, ISBN 978-83-938023-7-1.
- Siedmniokroć wysławiam Ciebie Maryjo; Wydawnictwo „Te Deum” Warszawa 2013, ISBN 978-83-89345-87-5.
- Do Ciebie się uciekamy; Wydawnictwo „Te Deum” Warszawa 2014, ISBN 978-83-89345-25-7.
- Komu służy kultura?; Capital Warszawa 2016, ISBN 978-83-64037-18-4.
- Redaktor „Król Bieszczadów” Tadeusza Janoty Bzowskiego; Wydawnictwo ruthenius Krosno 2016, ISBN 978-83-7530-431-2.
- Ostatni jubileusz. Historia Poldimu – firmy, której już nie ma, Wydawnictwo ruthenius Krosno 2017; ISBN 978-83-7530-473-2 Współautor: Anna Szymańczuk
- Nie trać odwagi. Nie opuszczę cię nigdy.; Wydawnictwo „Te Deum” Warszawa 2022, ISBN 978-83-66774-10-0.